# زئيف هيرنغ
زئيف هيرنغ (بالعبرية: זאב הרינג‏) هو تربوي ونقابي وسياسي إسرائيلي، ولد في 1910 في برزيميسل في بولندا، وتوفي في 26 فبراير 1988 في إسرائيل. حزبياً، نشط في معراخ. وقد انتخب عضو الكنيست ‏ (17 نوفمبر 1969 – 21 يناير 1974).